# Саулепи
Са́улепи (эст. Saulepi) — деревня в волости Ляэнеранна уезда Пярнумаа, Эстония.

## География и описание
Расположена на берегу Рижского залива, в 35 км к югу от волостного центра — города Лихула, и в 39 км к западу от уездного центра — города Пярну. Территория деревни включает в себя острова Кырксаар и Роотсиклайд. Высота над уровнем моря — 4 метра.  
Кырксаар и Роотсиклайд входят в состав природоохранной территории Пярнуского залива.  
Климат умеренный. Официальный язык — эстонский. Почтовый индекс — 88203.

## Население
По данным переписи населения 2021 года, в Саулепи насчитывалось 3 жителя, все — эстонцы.
По данным переписи населения 2011 года в деревне проживали 7 человек, также все — эстонцы.
Численность населения деревни Саулепи по данным переписей населения:
| Год  | 1959 | 1970 | 1979  | 1989 | 2000 | 2011 | 2021 |
| ---- | ---- | ---- | ----- | ---- | ---- | ---- | ---- |
| Чел. | 32   | ↘ 26 | ↗ 136 | ↘ 97 | ↘ 12 | ↘ 7  | ↘ 3  |

## История
В источниках 1689 и 1798 годов упоминается Saulep.
В 1797 году от мызы Альт-Верпель (нем. Alt-Werpel, Вана-Варбла, эст. Vana-Varbla mõis) была отделена мыза Саулеп (нем. Saulep, Саулепи, эст. Saulepi mõis). В 1920-х годах, после земельной реформы, на землях мызы возникло поселение Саулепи, в 1939 году получившее статус деревни. 
В 1977 году, в период кампании по укрупнению деревень, Саулепи была присоединена к деревне Матси, а новую деревню Саулепи сформировали из деревень Кулли (эст. Kulli), Ряди (эст. Rädi) и Ыху (эст. Õhu), вероятно, из-за того, что центр Саулепиского сельсовета и бывший волостной дом, а также Саулепиская школа располагались в деревне Кулли. Прежние границы населённых пунктов были восстановлены в 1997 году.
В советское время у главного входа в здание Саулепиской школы (позже оно стало общинным домом, в настоящее время расположено на территории деревни Кулли) была установлена мемориальная доска, посвященная Герою Советского Союза ССР Якобу Кундеру (исторический памятник с 1997 до 2023 года), с надписью «В этой школе учился Герой Советского Союза Якоб Кундер. Погиб в бою 18 марта 1945». В протоколе от 30 ноября 2022 года рабочая группа по советским памятникам при Госканцелярии Эстонии (РГСП) признала памятную доску эту «красным монументом», подлежащим удалению из общественного пространства. Доска была удалена до публикации протокола РГСП (см. Список советских военных памятников Эстонии).

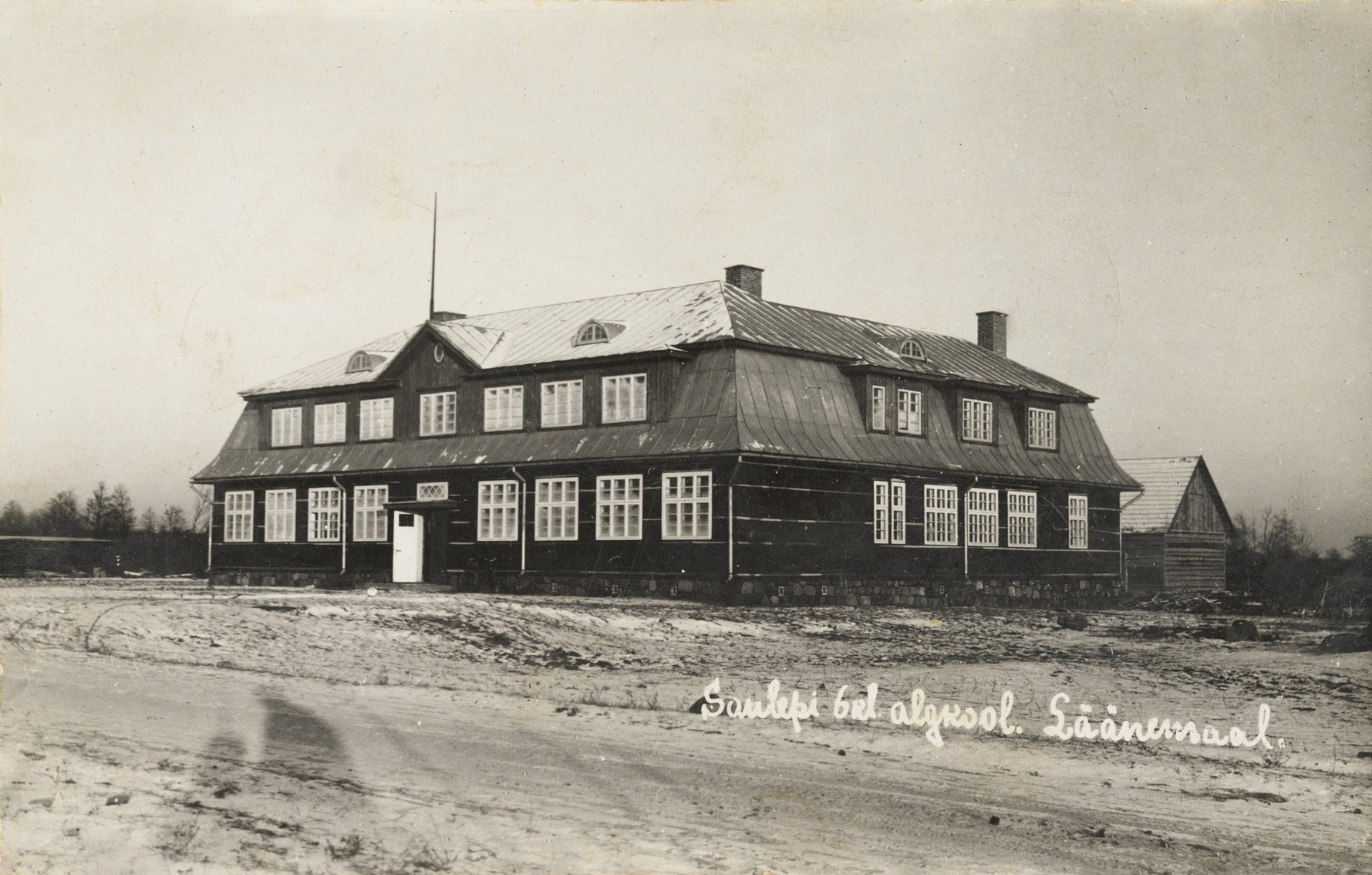
Саулепиская 6-классная школа, 1930-е годы
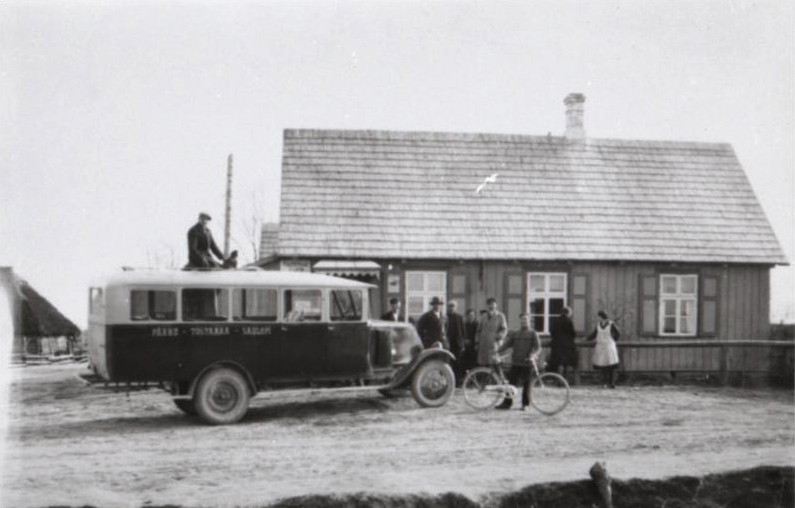
Автобус на линии Пярну—Тыстамаа—Саулепи, 1930 год
Мемориальная доска Герою Советского Союза Якобу Кундеру. Демонтирована